# Pato trabaja en una carnicería
«Pato trabaja en una carnicería» es la tercera canción que forma parte del primer álbum de estudio Treinta Minutos de Vida perteneciente al cantautor argentino Mauricio "Moris" Birabent. Fue grabada y editada por sello Mandioca en el año 1970 y producido por Jorge Álvarez y Pedro Pujó.

## Historia
Según su autor, grabar Pato trabaja en una carnicería en los años setenta, era la cosa más "rara" del mundo.

Éramos siete u ocho tipos que andábamos con las guitarras ahí con papelitos escribiendo cosas y cantándonos uno al otro nuestras canciones. Terminé de escribir Pato trabaja en una carnicería y se lo mostré a Javier Martínez y me dijo: -"Che, que lindo, que bien, canta acá el puente, me gustaría que repitieras acá tal cosa".
Moris, 25 de abril de 2005.

## Interpretación
La canción narraba la historia de un muchacho con un discurso de ayudador, socialista y solidario, pero que en realidad escondía sus más mezquinas intenciones de aprovecharse de todos sin vergüenza.
En palabras del propio Moris, en la contratapa de su primer LP: "Falsos hippies, burgueses frustrados y toda mi rabia contra algunos de ellos y entre medio Pato, Pato de Palermo que allá estará bajando medias reses"

## Músicos
- Moris – Guitarra acústica y eléctrica, percusión, y voz.